# اريك والتر
اريك والتر (بالفرنسية: Eric Walter)‏ هو إحصائي فرنسي، ولد في 23 مارس 1950 في سان ماندي في فرنسا.